# إيرين روبرتسون
إيرين روبرتسون (بالإنجليزية: Irene Robertson)‏ هي منافسة ألعاب القوى أمريكية، ولدت في 10 نوفمبر 1931.

## وصلات خارجية
- إيرين روبرتسون على موقع أوليمبيديا (الإنجليزية)